# HMOX2
Hem oksigenaza 2 je enzim koji je kod ljudi kodiran HMOX2 genom.

## Funkcija
Hem oksigenaza je esencijalni enzim katabolizma hema, koji razlaže hem do biliverdina, koji naknadno biva konvertovan do bilirubina posredstvm biliverdinske reduktaze, i ugljen-monoksida, potencijalnih neurotransmitera. Dejstvo hem oksigenaze indukuje njen supstarat hem i razne nehemne supstance. Hem oksigenaze se javljaju kao dva izozima, inducibilna hem oksigenaza-1 i konstitutivna hem oksigenaza-2. HMOX1 i HMOX2 (ovaj enzim) propadaju familiji hem oksigenaza.

## Literatura
- Bianchetti CM, Yi L, Ragsdale SW, Phillips GN (2007). „Comparison of Apo- and Heme-bound Crystal Structures of a Truncated Human Heme Oxygenase-2”. J Biol Chem. 282 (52): 37624—31. PMC 2896506 . PMID 17965015. doi:10.1074/jbc.M707396200.
- Wang J, Zhuang H, Doré S (2006). „Heme oxygenase 2 is neuroprotective against intracerebral hemorrhage.”. Neurobiol Dis. 22 (3): 473—6. PMID 16459095. doi:10.1016/j.nbd.2005.12.009.
- Wang J, Doré S (2008). „Heme oxygenase 2 deficiency increases brain swelling and inflammation after intracerebral hemorrhage.”. Neuroscience. 155 (4): 1133—41. PMID 18674596. doi:10.1016/j.neuroscience.2008.07.004.
- Barañano DE, Snyder SH (2001). „Neural roles for heme oxygenase: Contrasts to nitric oxide synthase”. Proc. Natl. Acad. Sci. U.S.A. 98 (20): 10996—1002. PMC 58673 . PMID 11572959. doi:10.1073/pnas.191351298.
- Doré S (2002). „Decreased activity of the antioxidant heme oxygenase enzyme: implications in ischemia and in Alzheimer's disease”. Free Radic. Biol. Med. 32 (12): 1276—82. PMID 12057765. doi:10.1016/S0891-5849(02)00805-5.
- Kemp PJ (2005). „Hemeoxygenase-2 as an O2 sensor in K+ channel-dependent chemotransduction”. Biochem. Biophys. Res. Commun. 338 (1): 648—52. PMID 16137652. doi:10.1016/j.bbrc.2005.08.110.
- Ishikawa K, Takeuchi N, Takahashi S, Matera KM, Sato M, Shibahara S, Rousseau DL, Ikeda-Saito M, Yoshida T (1995). „Heme oxygenase-2. Properties of the heme complex of the purified tryptic fragment of recombinant human heme oxygenase-2”. J. Biol. Chem. 270 (11): 6345—50. PMID 7890772. doi:10.1074/jbc.270.11.6345.
- Kutty RK, Kutty G, Rodriguez IR, Chader GJ, Wiggert B (1994). „Chromosomal localization of the human heme oxygenase genes: heme oxygenase-1 (HMOX1) maps to chromosome 22q12 and heme oxygenase-2 (HMOX2) maps to chromosome 16p13.3”. Genomics. 20 (3): 513—6. PMID 8034330. doi:10.1006/geno.1994.1213.
- Maruyama K, Sugano S (1994). „Oligo-capping: a simple method to replace the cap structure of eukaryotic mRNAs with oligoribonucleotides”. Gene. 138 (1–2): 171—4. PMID 8125298. doi:10.1016/0378-1119(94)90802-8.
- Takahashi K, Hara E, Suzuki H, Sasano H, Shibahara S (1996). „Expression of heme oxygenase isozyme mRNAs in the human brain and induction of heme oxygenase-1 by nitric oxide donors”. J. Neurochem. 67 (2): 482—9. PMID 8764571. doi:10.1046/j.1471-4159.1996.67020482.x.
- Saito-Ohara F, Ikeuchi T, Matsumoto M, Kurata S (1997). „Assignment of the mouse heme oxygenase genes: heme oxygenase-1 (Hmox1) to chromosome 10 band C1 and heme oxygenase-2 (Hmox2) to chromosome 16 band B1”. Cytogenet. Cell Genet. 77 (3–4): 180—1. PMID 9284910. doi:10.1159/000134570.
- Suzuki Y, Yoshitomo-Nakagawa K, Maruyama K, Suyama A, Sugano S (1997). „Construction and characterization of a full length-enriched and a 5'-end-enriched cDNA library”. Gene. 200 (1–2): 149—56. PMID 9373149. doi:10.1016/S0378-1119(97)00411-3.
- Yoshiki N, Kubota T, Aso T (2000). „Expression and localization of heme oxygenase in human placental villi”. Biochem. Biophys. Res. Commun. 276 (3): 1136—42. PMID 11027601. doi:10.1006/bbrc.2000.3551.
- Hanselmann C, Mauch C, Werner S (2001). „Haem oxygenase-1: a novel player in cutaneous wound repair and psoriasis?”. Biochem. J. 353 (Pt 3): 459—66. PMC 1221590 . PMID 11171041. doi:10.1042/0264-6021:3530459.
- Appleton SD, Marks GS, Nakatsu K, Brien JF, Smith GN, Graham CH, Lash GE (2003). „Effects of hypoxia on heme oxygenase expression in human chorionic villi explants and immortalized trophoblast cells”. Am. J. Physiol. Heart Circ. Physiol. 284 (3): H853—8. PMID 12578814. doi:10.1152/ajpheart.00655.2002.
- Galey D, Becker K, Haughey N, Kalehua A, Taub D, Woodward J, Mattson MP, Nath A (2003). „Differential transcriptional regulation by human immunodeficiency virus type 1 and gp120 in human astrocytes”. J. Neurovirol. 9 (3): 358—71. PMID 12775419. doi:10.1080/13550280390201119.
- Zenclussen AC, Lim E, Knoeller S, Knackstedt M, Hertwig K, Hagen E, Klapp BF, Arck PC (2004). „Heme oxygenases in pregnancy II: HO-2 is downregulated in human pathologic pregnancies”. Am. J. Reprod. Immunol. 50 (1): 66—76. PMID 14506930. doi:10.1034/j.1600-0897.2003.00047.x.
- Boehning D, Moon C, Sharma S, Hurt KJ, Hester LD, Ronnett GV, Shugar D, Snyder SH (2003). „Carbon monoxide neurotransmission activated by CK2 phosphorylation of heme oxygenase-2”. Neuron. 40 (1): 129—37. PMID 14527438. doi:10.1016/S0896-6273(03)00596-8.
- Appleton SD, Lash GE, Marks GS, Nakatsu K, Brien JF, Smith GN, Graham CH (2004). „Effect of glucose and oxygen deprivation on heme oxygenase expression in human chorionic villi explants and immortalized trophoblast cells”. Am. J. Physiol. Regul. Integr. Comp. Physiol. 285 (6): R1453—60. PMID 14615405. doi:10.1152/ajpregu.00234.2003.